# ألكساندرا براشاو
ألكساندرا براشاو (بالإنجليزية: Alexandra Bradshaw)‏ هي رسامة أمريكية، ولدت في 20 أبريل 1888، وتوفيت في 24 سبتمبر 1981.